# Сан Ђовани ин Перзичето
Сан Ђовани ин Перзичето (итал. San Giovanni in Persiceto) је насеље у Италији у округу Болоња, региону Емилија-Ромања.
Према процени из 2011. у насељу је живело 15783 становника. Насеље се налази на надморској висини од 23 м.

## Становништво
| 1931.  | 1936.  | 1951.  | 1961.  | 1971.  | 1981.  | 1991.  | 2001.  | 2011.  |
| ------ | ------ | ------ | ------ | ------ | ------ | ------ | ------ | ------ |
| 20.907 | 20.859 | 21.778 | 21.041 | 22.182 | 22.327 | 22.513 | 24.007 | 26.992 |